# Infamous (productor)
Marco Rodríguez-Díaz, más conocido por su nombre artístico Infamous o DJ Infamous, es ganador de un Grammy como Productor discográfico y 3 veces Campeón Mundial DJ de Miami, Florida. Infamous, fue miembro fundador de Allies Dj Crew (DJ Craze, DVLP, A-Trak) y es quizás más conocido por su trabajo con el rapero Americano Lil Wayne. Infamous ha producido canciones para artistas destacados como Drake, Jay-Z, Nelly, Fat Joe, Game, Lupe Fiasco, Travis McCoy, entre otros. A pesar de que su actual discográfica se compone predominantemente de raperos. Infamous es un multinstrumentista, que una vez fue guitarrista y compositor de la banda de rock Atenna, antes de la reunión con Lil Wayne.

## Títulos como DJ
- 1998 ITF USA DJ Champion
- 1998 ITF World DJ Champion (2nd)
- 1999 ITF Western Hemisphere Team Champion
- 1999 ITF World Team DJ Champion
- 1999 DMC USA Team DJ Champion
- 1999 DMC World DJ Team (2nd)
- 2000 ITF Western Hemisphere Beatjuggling Champion
- 2000 ITF World Beatjuggling Champion
- 2000 ITF World Advancement (3rd)
- 2000 DMC USA Team Champion
- 2001 Vestax Extravaganza (3rd)
- 2001 DMC USA (3rd)
- 2001 DMC World Team Champion (Perverted Allies)

## Lanzamientos
Midget Madness backs (2002)

## Negocios comerciales
- Tablist Magazine (Fundador)
- Allstar Beatdown (Fundador)
- Ammo Records (Cofundador con DVLP)

## Producciones discográficas

### Lil Wayne -The Leak(2007)
- 05. "Talkin Bout It"  (producida con Develop)

### Lil Wayne -Tha Carter III(2008)
- 02. "Mr. Carter" (con Jay-Z), co-produced with Andrew "Drew" Correa
- 14. "Playin With Fire" (featuring Betty Wright), Guitars and keyboards by Infamous
- 00. Talkin Bout it (deluxe version)

### Fat Joe-The Elephant in the Room(2008)
- 01. "The Fugitive"

### LL Cool J-Exit 13(2008)
- 19. "Dear Hip Hop" (string arraignment by infamous)

### Ace Hood-Gutta(2008)
- 13. "Top of the World"

### Plies-Da Realist(2008)
- 06. "Family Straight"

### Jah Cure- The Universal Cure(2009)
- 06. "Universal Cure"

### Capone-n-Noreaga-Channel 10(2009)
- 11. "Beef" Keys by Infamous

### Lil Wayne (2009)
- 00. "Kobe Bryant"
- 00. "I'm Not Human"

### Fat Joe -J.O.S.E. 2(2009)
- 02. "Hey Joe"
- 12. "Music"

### Birdman-Priceless(2009)
- 13. "Southside" Ft. Lil Wayne
- 14. "Southside RMX" Ft. Lil Wayne, Rick Ross, and Mack Maine
- 06. "I'm Back" Ft. Lil Wayne
- 00. "Get Money" Ft. Lil Wayne

### Young Money Entertainment-We Are Young Money(2009)
- 15. "Finale" (T-Streets, Gudda Gudda, Jae Millz, Tyga, Lil Chuckee, Lil Twist, Nicki Minaj, Shanell, Mack Maine, Drake & Lil Wayne)

### Lil Wayne -Rebirth(2010)
- 02. "Prom Queen" Feat. Shanell aka SnL
- 03. "Ground Zero"
- 10. "One Way Trip" Feat. Kevin Rudolf and Travis Barker
- 12. "The Price is Wrong"
- 14. "I'm So Over You" Feat. Shanell aka SnL
- 00. "Fuck Today" (Bonus Single) Feat. Gudda Gudda

- 00. Rock Out
- 00. Bandwaggon

### Fat Joe -The Darkside(2010)
- 05. "Rappers are in Danger"
- 04. "Kilos" Ft. Camron and The Clipse

### Drake(2010)
- 00. "I'm on My Way" co-produced with Noah "40" Shebib

### Rick Ross-The Albert Anastasia EP(2010)
- 01. "Diddy Speaks" (feat. Diddy)

### Travis McCoy-Lazarus(2010)
- 06. "Akidagain"

### Lil Wayne -I Am Not a Human Being(2010)
- 04. "I Am Not a Human Being"

### Kid Sister -Fool's Gold Records Vol. 1(2010)
- 06. "Don't Stop Movin"

### Nelly-5.0(2010)
- 01. "I'm Number One" Ft. Birdman & DJ Khaled
- 00. "Giving her the Grind" Ft. Sean Paul

### Swizz Beatz-Monster Mondays Volume One(2011)
- 07. "Hot Steppa #1" Ft. Eve

### Kool G Rap-Riches, Royalty, Respect(2011)
- 15. "Harmony Homicide"

### Lil Wayne-Tha Carter IV(2011)
- 14. "President Carter"

### The Game-California Republic(2012)
- 14. "Skate On" Ft. Lupe Fiasco

### Lupe Fiasco-Food & Liquor II: The Great American Rap Album Pt. 1(2012)
- 13. "Form Follows Function"

### Meek Mill-Dreams and Nightmares(2012)
- 06. "Maybach Curtains" Ft. Nas, Rick Ross and John Legend

### Yo Gotti -Nov 19th: The Mixtape(2013)
- 04. "Fuck You" Ft. Meek Mill

### Wrekonize -The War Within(2013)
- 12. "Modern Man"

### ¡Mayday! -Believers(2013)
- 05. "High Ride"
- 07. "My Life"
- 09. "Tear Shit Down"
- 12. "Marathon Man"

### Yo Gotti -I Am(2013)
- 02. "Dont Come Around" Ft. Kendall Morgan
- 05. "F-U"

### Lil Wayne -Tha Carter V(2014)
- 00. "Krazy"

### Vince Staples -Hell Can Wait(2014)
- 02. "65Hunnid"

### Yo Gotti -Art of the Hustle(2014)
- 00. "11/11"

### Viv & The Revival -The Introduction(2015)
- 05. "Flash"

### Lil Wayne -FWA(2015)
- 01. "Glory" Co-produced with Avenue Beatz & Onhel
- 03. "I Feel Good"
- 07. "Psycho" Ft. Leah Hayes
- 09. "Thinkin' Bout You"
- 13. "Livin Right" Ft. Wiz Khalifa
- 14. "WhiteGirl" Ft. Young Jeezy

### Yo Gotti -CM8: Any Hood America(2015)
- 05. "Long Way" ft Big Sean

### Yo Gotti -CM8(2015)
- 05. "Real Nigga Holiday"

### Black Violin -Stereotypes(2015)
- 01. Sterotypes
- 05. Shaker
- 12. Runnin

### Lil Wayne- (2015)
- 00. "Pour Up"

### Charlie Puth -Nine Track Mind(2016)
- 02. "Dangerously"

### Yo Gotti -The Art Of Hustle(2016)
- 05. "General" ft. Future
- 00. "Again" ft. LunchMoneyLewis

### 2 Chainz -ColleGrove(2016)
- 03. "Bounce" ft. Lil Wayne

### Teddy Swims-I've Tried Everything but Therapy (Part 1)(2023)
- 02. "Lose control”